# Агнес фон Пфалц
Агнес фон Пфалц (на немски: Agnes von der Pfalz; * 1379; † 1401) е принцеса от род Вителсбахи от Пфалц и чрез женитба графиня на Клеве и Марк.

## Живот
Тя е дъщеря на курфюрста и римско-немския крал Рупрехт (1352 – 1410) и съпругата му бургграфиня Елизабет Хоенцолерн(1358 – 1411), дъщеря на бургграф Фридрих V от Нюрнберг.
Агнес се омъжва през 1400 г. за граф Адолф II (1373 – 1448) от Дом Ламарк, граф на Клеве и Марк. Те нямат деца.
Агнес умира през 1401 г. на 22-годишна възраст. Адолф се жени през 1406 г. за Мария Бургундска (1393 – 1463), дъщеря на херцог Жан Безстрашни.